# Escudo de Estocolmo
El actual escudo de la ciudad de Estocolmo fue aprobado el 19 de enero de 1934, reinando Gustavo V de Suecia.

## Blasonamiento
En campo de azur, el busto de Erico IX el Santo de oro coronado de lo mismo y puesto de frente.

El blasón propiamente dicho de Estocolmo consiste en un campo de azur (azul heráldico) en el que se muestra el rostro del rey Erico IX el Santo representado de oro (amarillo o dorado). Este monarca fue el fundador la Casa de Erik. Sus obras se encaminaron a la consolidación y propagación de la fe cristiana en Escandinavia. Es considerado el santo patrón de la ciudad de Estocolmo. Aunque la Iglesia católica nunca llegó a canonizarle, toleró su culto. Su nombre figura en el Calendario de Santos Luterano, celebrándose su festividad el 18 de mayo.
En algunas versiones anteriores, el escudo de Estocolmo contó con una bordura de oro y también estuvo adornado con una corona mural y ramas de roble. Los primeros sellos que se han conservado de la ciudad, de 1296 y 1326 muestran la ciudad representada como un recinto amurallado. El rostro coronado de Erico el Santo se incorporó en el sello de 1370 y también figura en el sello secreto de 1680. El escudo también ocupa la parte central del sello actual de la capital sueca, rodeado  de la inscripción latina Sigillum Civitatis Stockholmensis (Sello de la ciudad de Estocolmo).

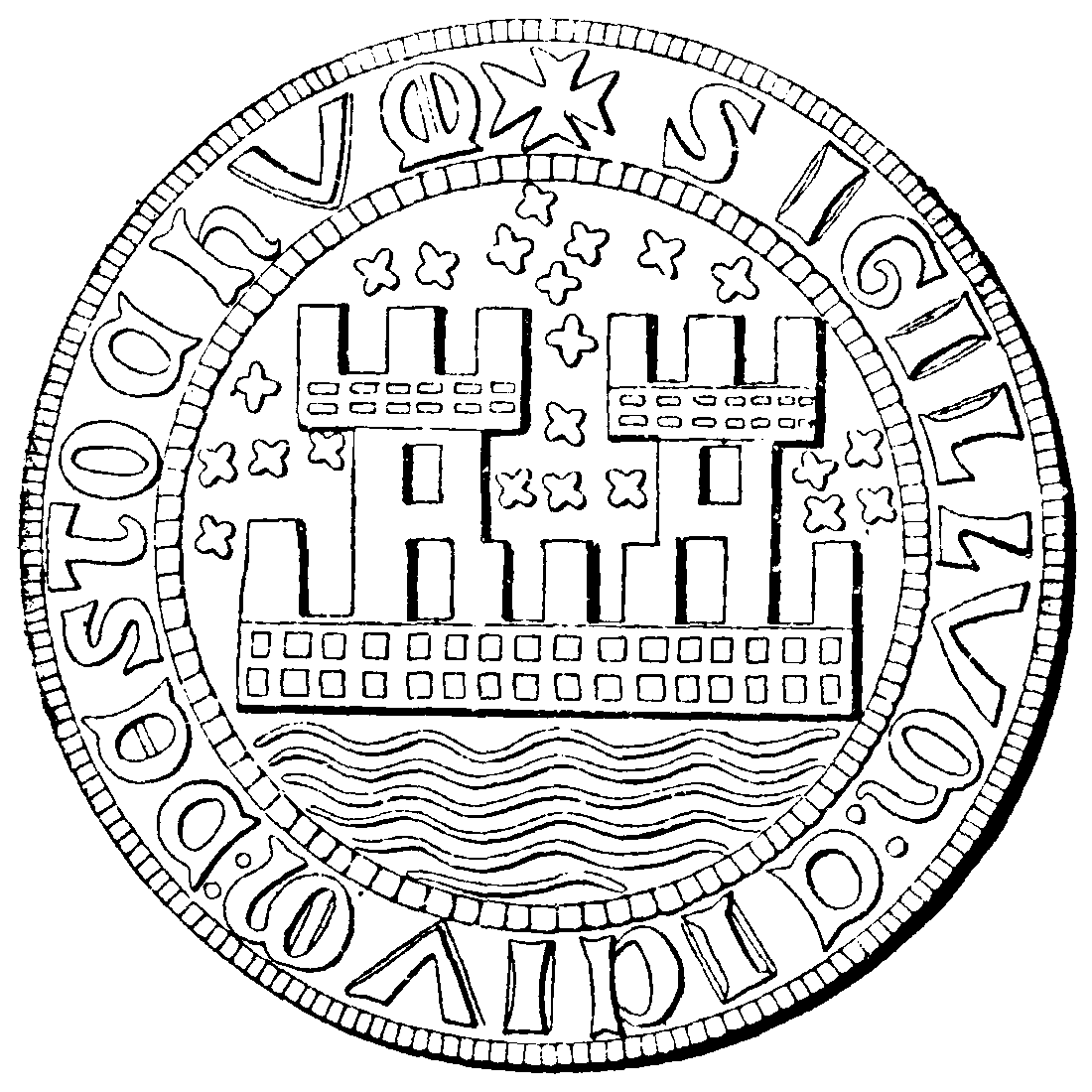
Sello de Estocolmo (1296)
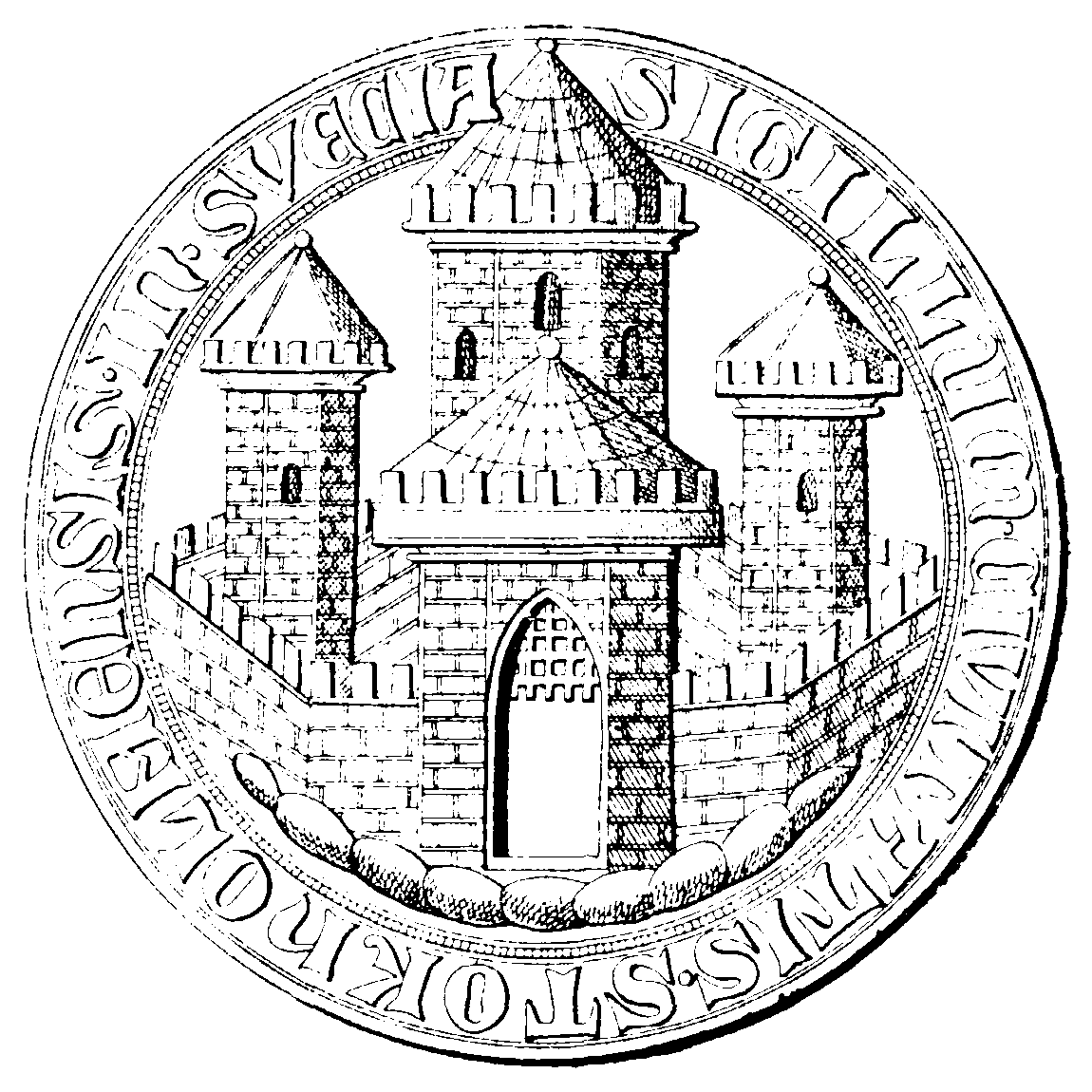
Sello de Estocolmo (1326)
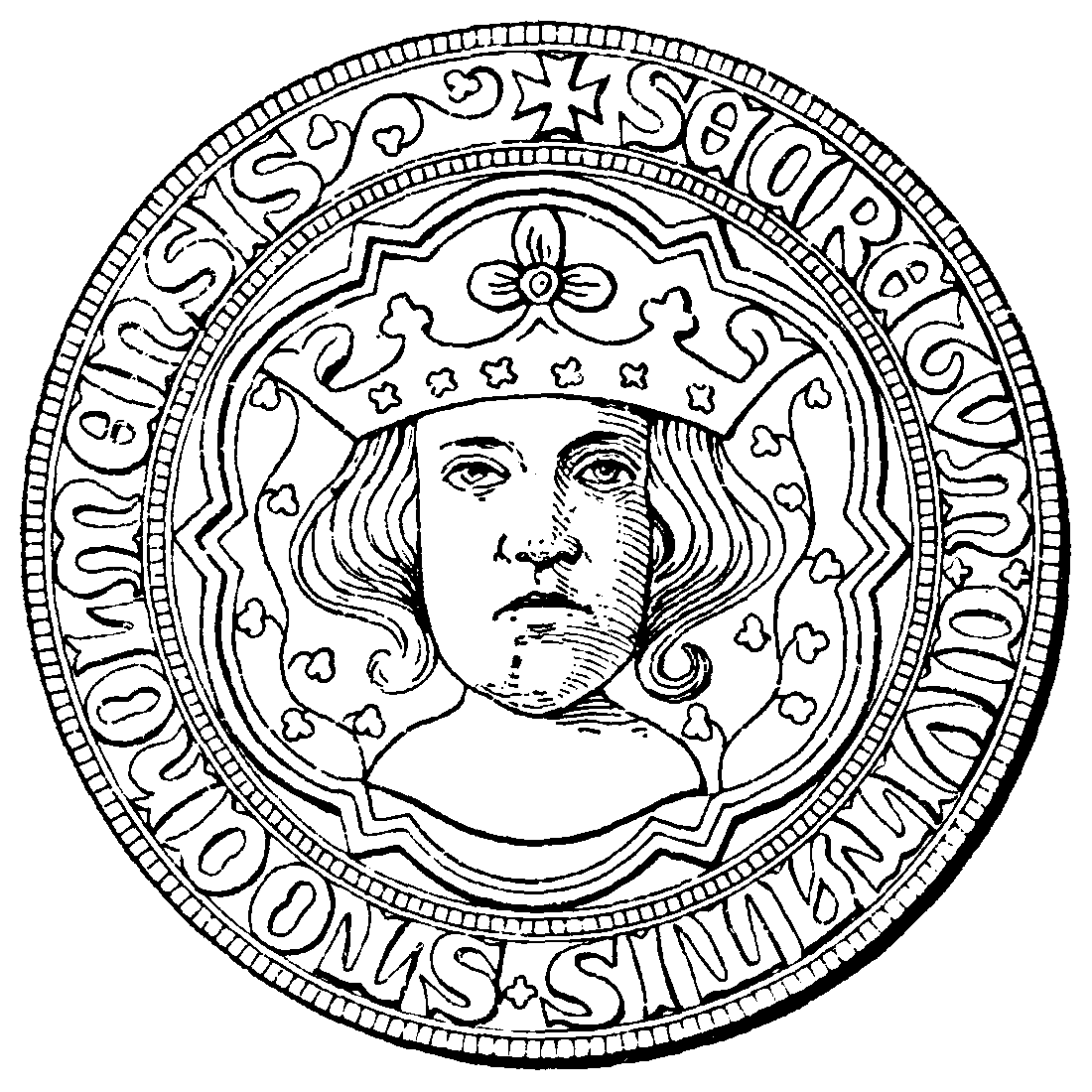
Sello de Estocolmo (1370)
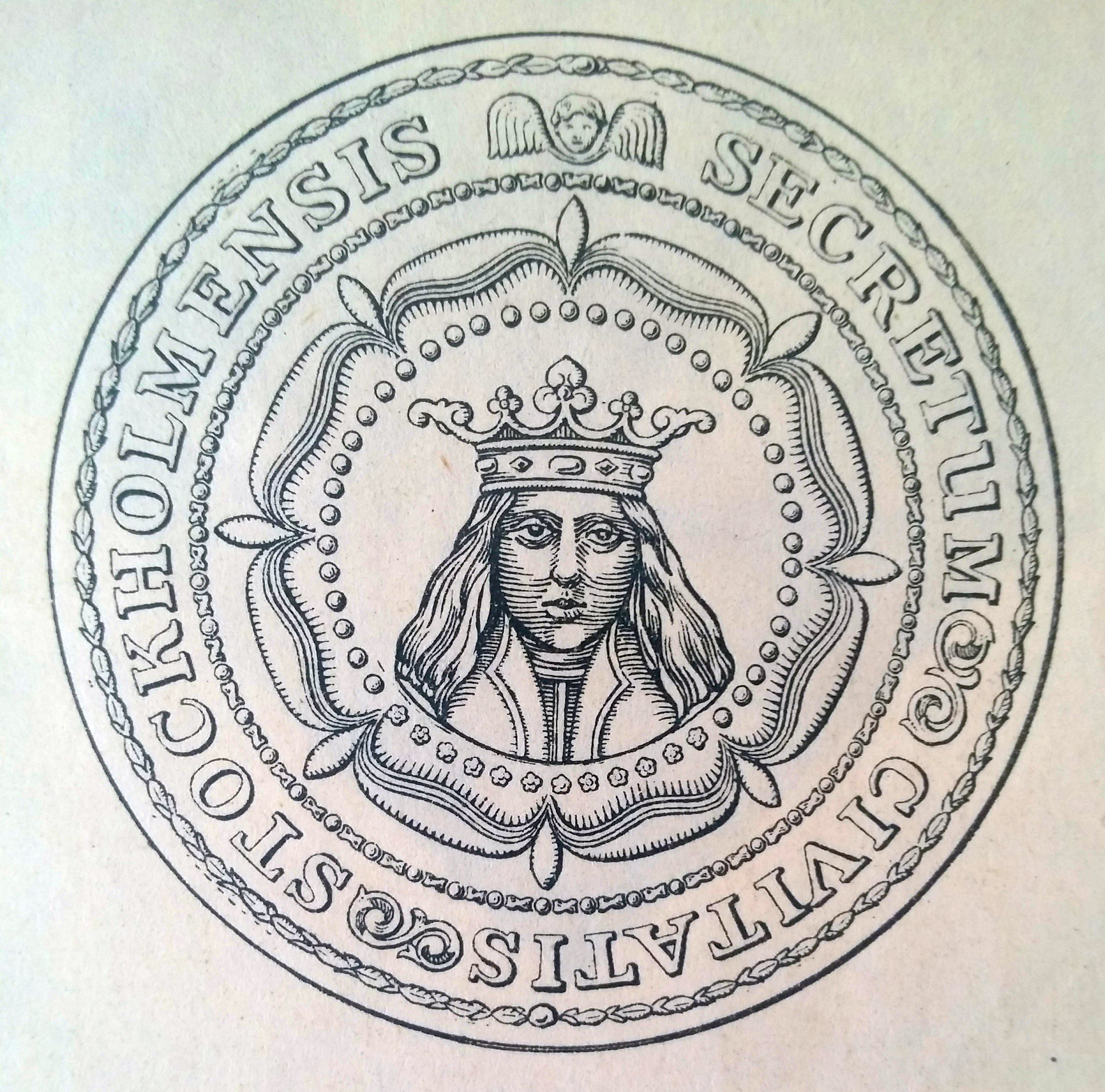
Sello secreto (1680)
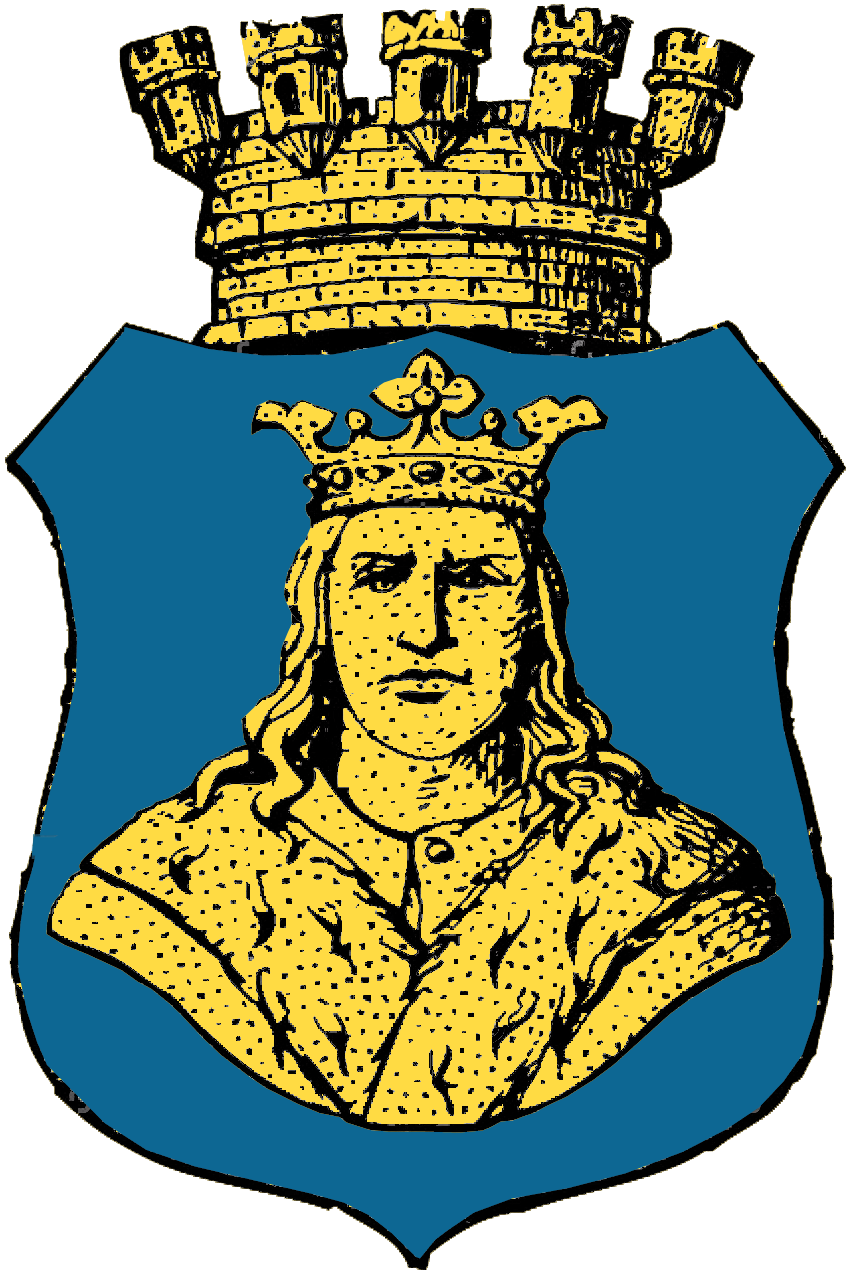
Antigua versión del escudo de Estocolmo.
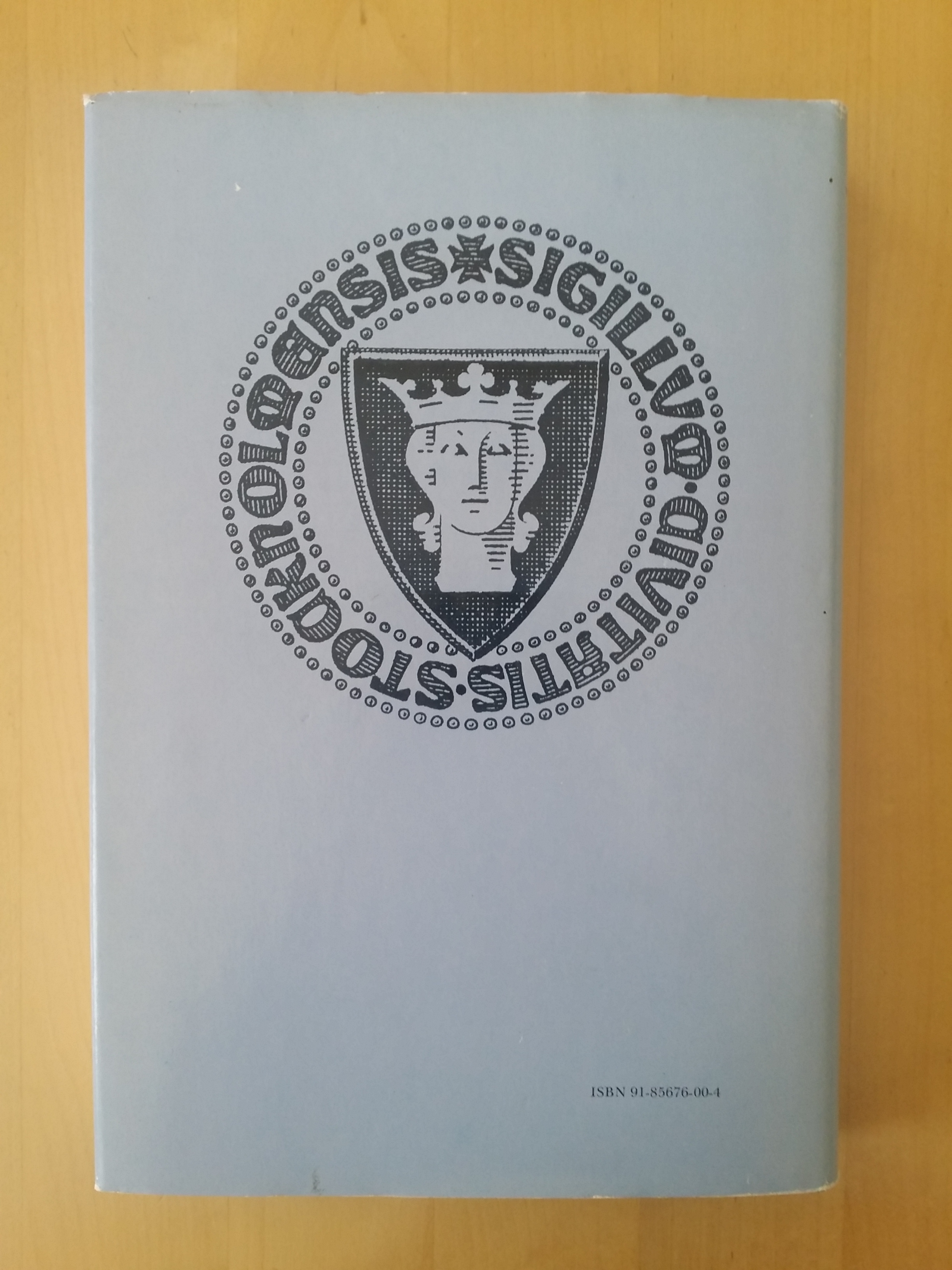
Sello de Estocolmo
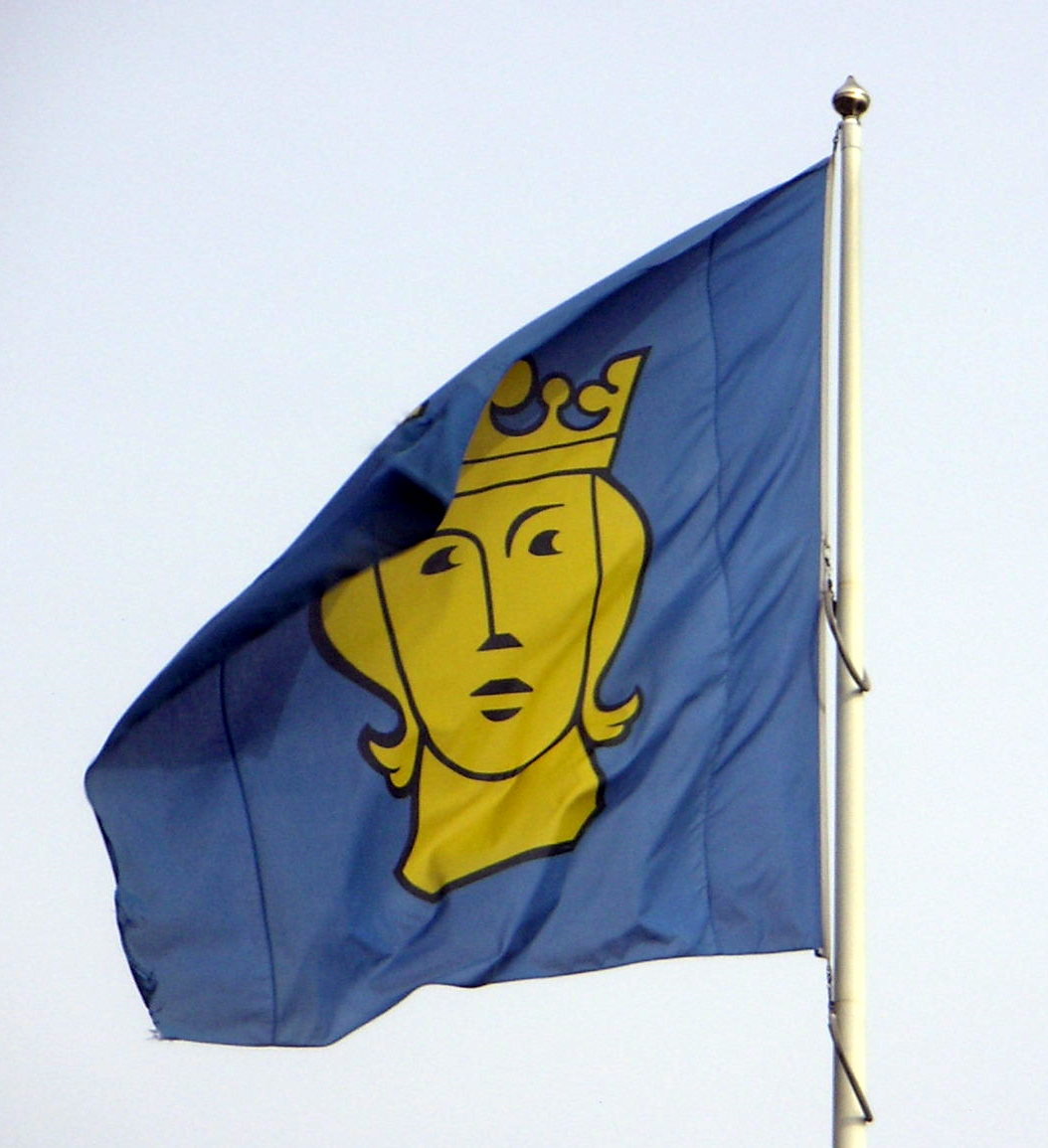
Bandera de Estocolmo
Escudo de la Provincia de Estocolmo